# Ель обыкновенная
Ель обыкнове́нная, или Ель европе́йская (лат. Pícea ábies), — хвойное дерево, вид рода ель (Picea) семейства сосновые (Pinaceae), типовой вид этого рода. Единственный аборигенный вид ели в большинстве областей средней полосы России, находящихся в пределах естественного ареала данной древесной породы. Гибридный вид Ель финская встречается только в некоторых областях северной и северо-восточной части средней полосы.
Растение используется в озеленении, а также в декоративном садоводстве. Широкое применение, в том числе в промышленности, находит еловая древесина. Незрелые шишки являются лекарственным сырьём. Во многих странах существует традиция наряжать ель на Рождество и Новый год.

## Распространение и экология
Растение широко распространено на северо-востоке Европы, где образует сплошные лесные массивы. Западнее хвойные леса не являются зональным типом растительности, ель там встречается только в горах: в Альпах, Карпатах, горах Балканского полуострова. Северная граница ареала в России большей частью совпадает с границей лесов, а южная доходит до чернозёмной зоны.

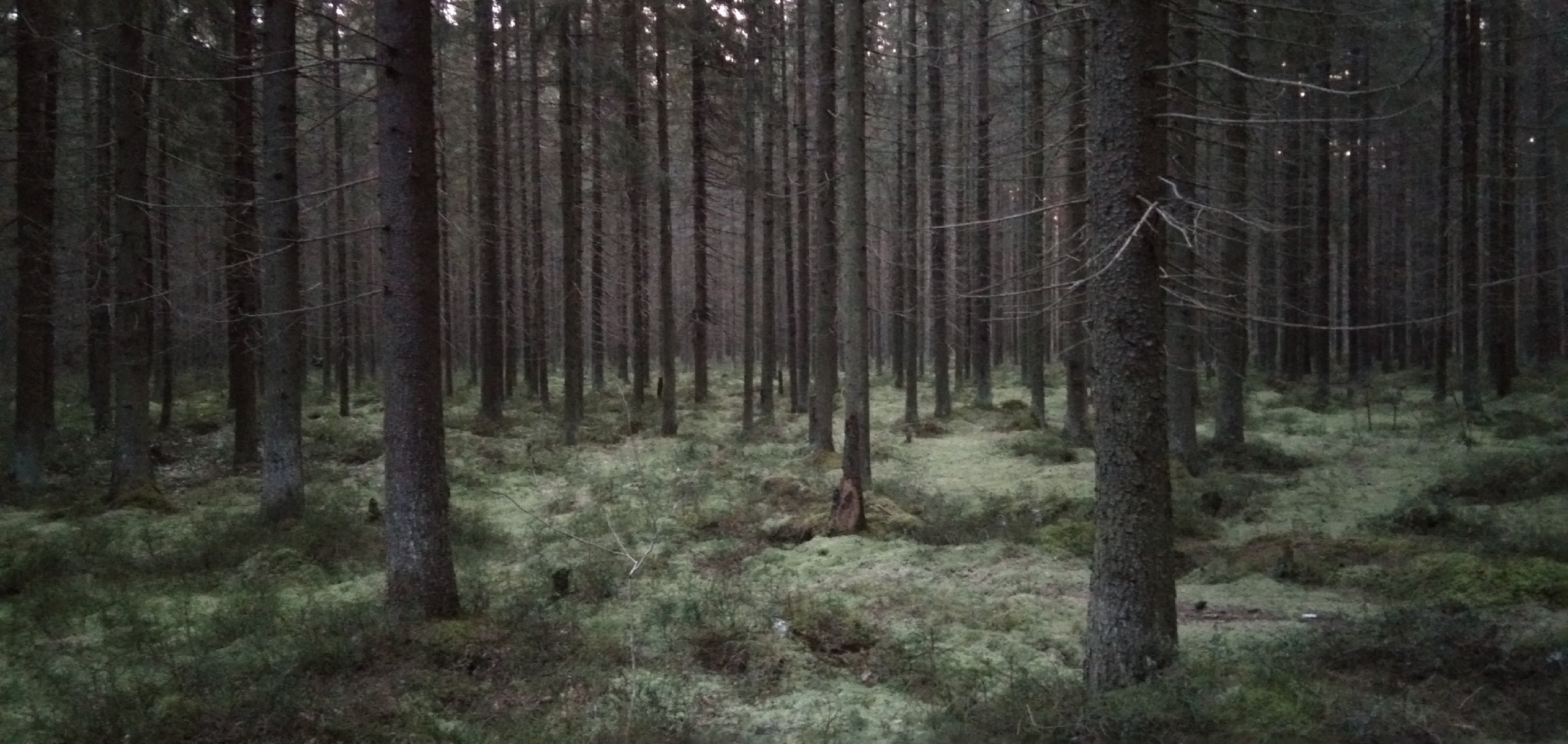
Сплошной еловый лес

Восточнее Волги постепенно сменяется елью сибирской (Picea obovata). На севере Европы, начиная от Финляндии, и восточнее распространены гибридные формы ели обыкновенной и ели сибирской, известные под названием Ель финская (Picea × fennica).
Ель обыкновенная локально натурализована в Пиренеях, на Британских островах, а также в Северной Америке.
Лесообразующая порода. В зоне тайги нередко образует чистые леса — ельники. В средней полосе России соседствует с сосной обыкновенной (Pinus sylvestris) и лиственными деревьями, образуя смешанные леса. Как и другие виды елей, отличается высокой теневыносливостью.
В неблагоприятных условиях — на северной и верхней границе леса — образует стланиковые формы. Растёт на почвах разного механического состава — от песков до тяжёлых суглинков, но довольно требовательна к плодородию почвы. Предпочитает увлажнение проточными водами, избегает заболоченных почв с застойным увлажнением. Засухоустойчива, морозостойка, но страдает от весенних заморозков.
Самое старое известное дерево имело возраст 468 лет. Однако возраст более 300 лет очень редок, а в полосе хвойно-широколиственных лесов снижается до 120—150 (180) лет. Указанные выше показатели лет относятся к отдельным стволам, однако ель имеет свойство давать новые побеги-клоны из корней отмерших стволов. Возраст самой старой известной ели с учётом клонов достигает 9550 лет.
Поскольку «этажи» ветвей у елей, как и араукарий, образуются раз в год, возраст молодой ели определяется довольно просто: достаточно посчитать их и прибавить 3—4 года (время формирования первого «этажа»).
Ель обыкновенная — официальная цветочная эмблема шведской провинции Медельпад.

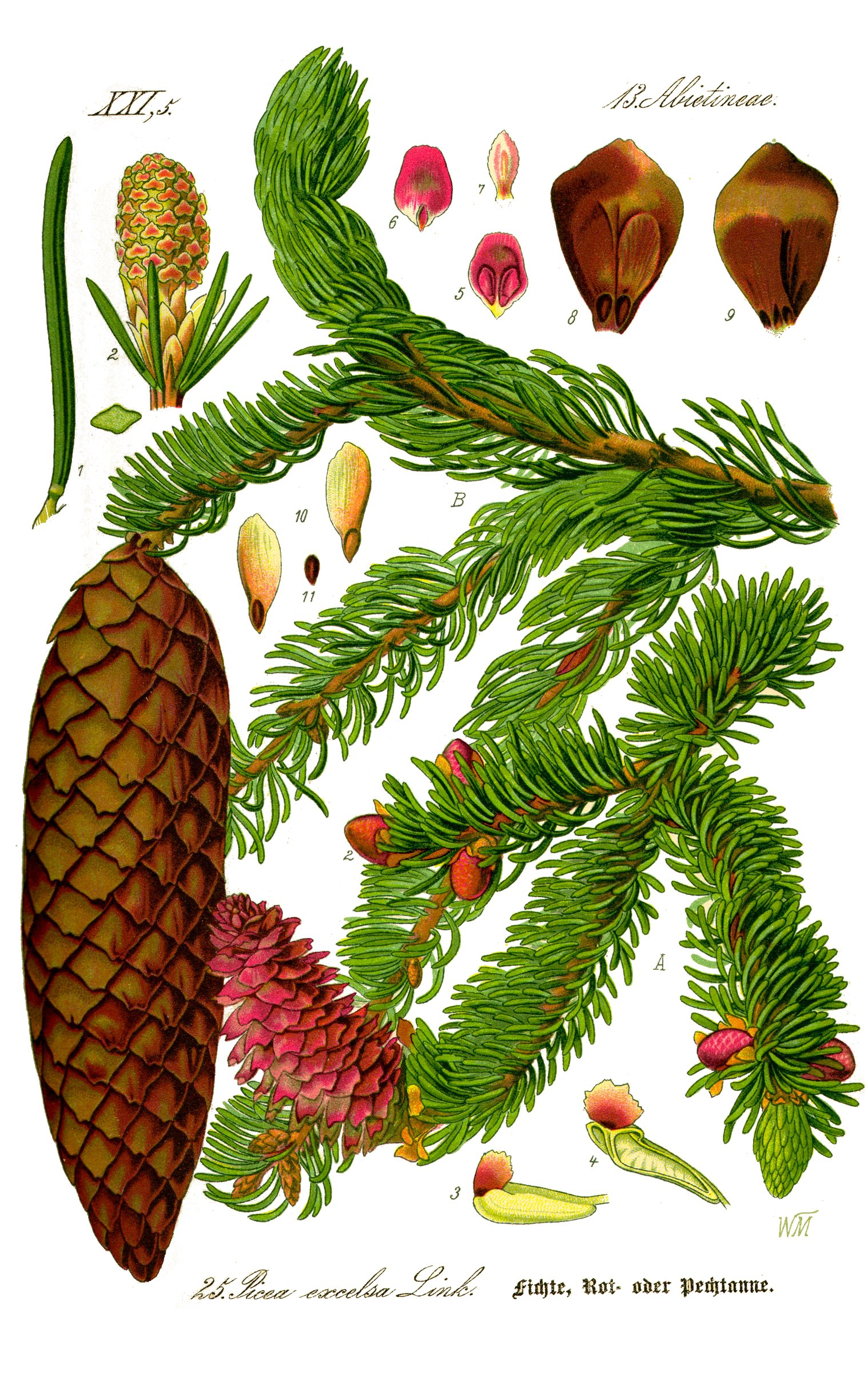

## Ботаническое описание

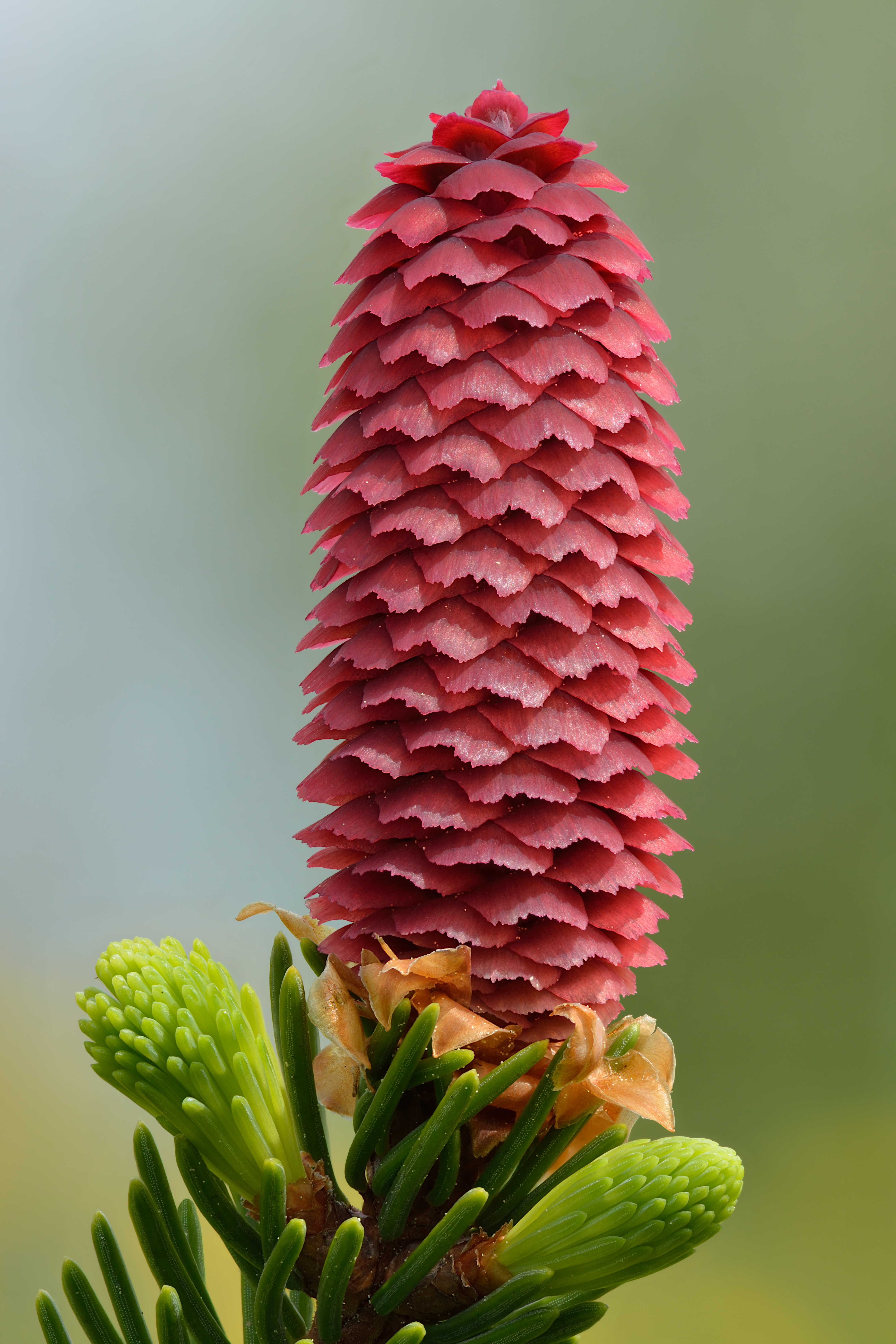
Женская шишка во время опыления

Вечнозелёное древесное растение высотой до 30 м (изредка до 50 м). Крона в виде конуса, образуется поникающими или распростёртыми ветвями, расположенными мутовчато.
Корневая система поверхностная, из-за этого растения нередко подвергаются ветровалам.
Кора серого цвета, отслаивающаяся тонкими пластинками.
Четырёхгранные хвоинки (листья), расположенные по спирали, сидят по одной на листовых подушечках. Длина хвоинок — от 1 до 2,5 см. Продолжительность жизни каждой хвоинки — шесть и более лет.
Микростробилы (мужские колоски) пазушные, образуются на концах побегов прошлого года, у основания окружены чешуйками. Пыление и опыление происходит в мае. Мегастробилы (женские шишки) появляются на концах двулетних ветвей. Сначала они растут вертикально, затем постепенно поворачиваются верхушкой вниз и становятся повислыми; созревают осенью (в Европейской части России — в октябре). Зрелые шишки продолговатые — до 15 см длиной и 4 см шириной. Семена яйцевидно-заострённые, до 4 мм длиной; крыло красновато-коричневое. Семена до середины зимы продолжают оставаться в шишках, высыпаются в январе-марте, рассеиваясь по насту.
Семеношение начинается в возрасте от 20 до 60 лет в зависимости от плотности растений в лесу (одиночные растения в период образования семян вступают раньше групповых); оно не ежегодное, повторяется раз в 4—5 лет.
Общее число хромосом: 2n = 24.
Обычная продолжительность жизни ели обыкновенной — 250—300 лет.

## Значение и применение

### В промышленности

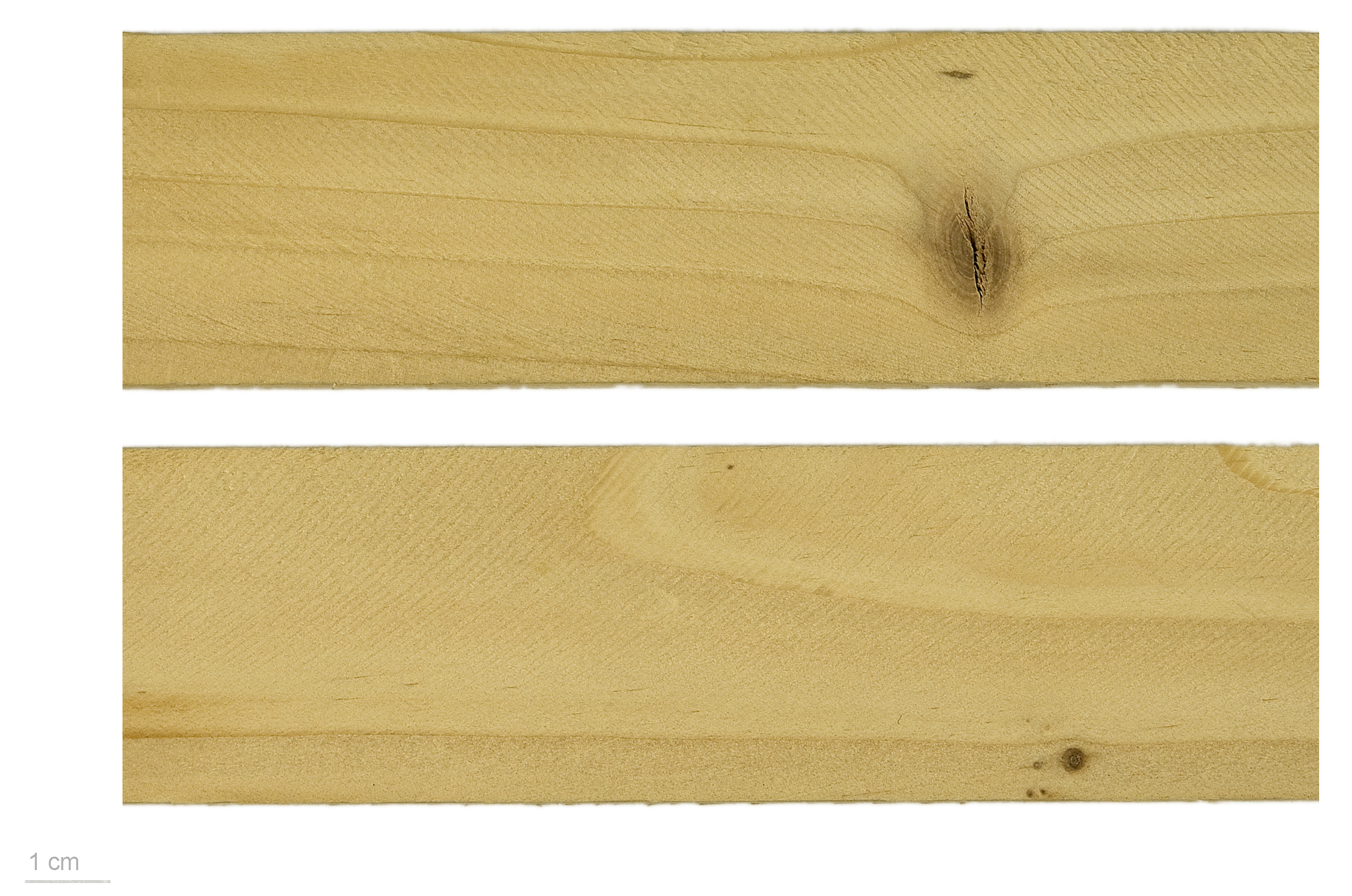
Древесина ели обыкновенной

Лёгкая и мягкая древесина ели с высоким содержанием целлюлозы и малой смолистостью — основное сырьё целлюлозно-бумажной промышленности. Запас древесины в ельниках среднего возраста при полноте 0,8—1 составляет 400—500 м³/га. Используется также как строительный материал, для изготовления музыкальных инструментов, мебели, тары, шпал, телеграфных столбов.
В коре содержатся танины (особенно много их у молодых угнетённых деревьев). Кора молодых деревьев используется в кожевенной промышленности для производства дубильных экстрактов.
Подсочкой живых деревьев получают живицу (выход — около 60 г с дерева), из которой вырабатывают канифоль, скипидар, древесный уксус.

### В медицине и ветеринарии
В качестве лекарственного сырья используют шишки ели обыкновенной (лат. Strobilus Piceae), которые собирают летом до начала созревания семян, сушат на стеллажах под навесами. Шишки содержат эфирное масло, смолы, дубильные вещества.
Настой почек ели оказывает противомикробное, спазмолитическое и десенсибилизирующее действие. Отвар и настой шишек применяют для лечения заболеваний дыхательных путей и бронхиальной астмы.
В хвое содержится аскорбиновая кислота (обычно её больше — до 300—400 мг — у деревьев, растущих на севере и в горах). Хвоя используется для приготовления витаминных концентратов и противоцинготных настоев. В народной медицине ванны из хвои рекомендуют при ревматизме.
В ветеринарии хвоя используется для приготовления витаминных добавок к кормам животных. Хвоя обладает мочегонным, потогонным, желчегонным и антицинготным действием. Хвойный настой относится к категории лечебно—профилактических и диетических кормовых добавок.

### В озеленении и садоводстве

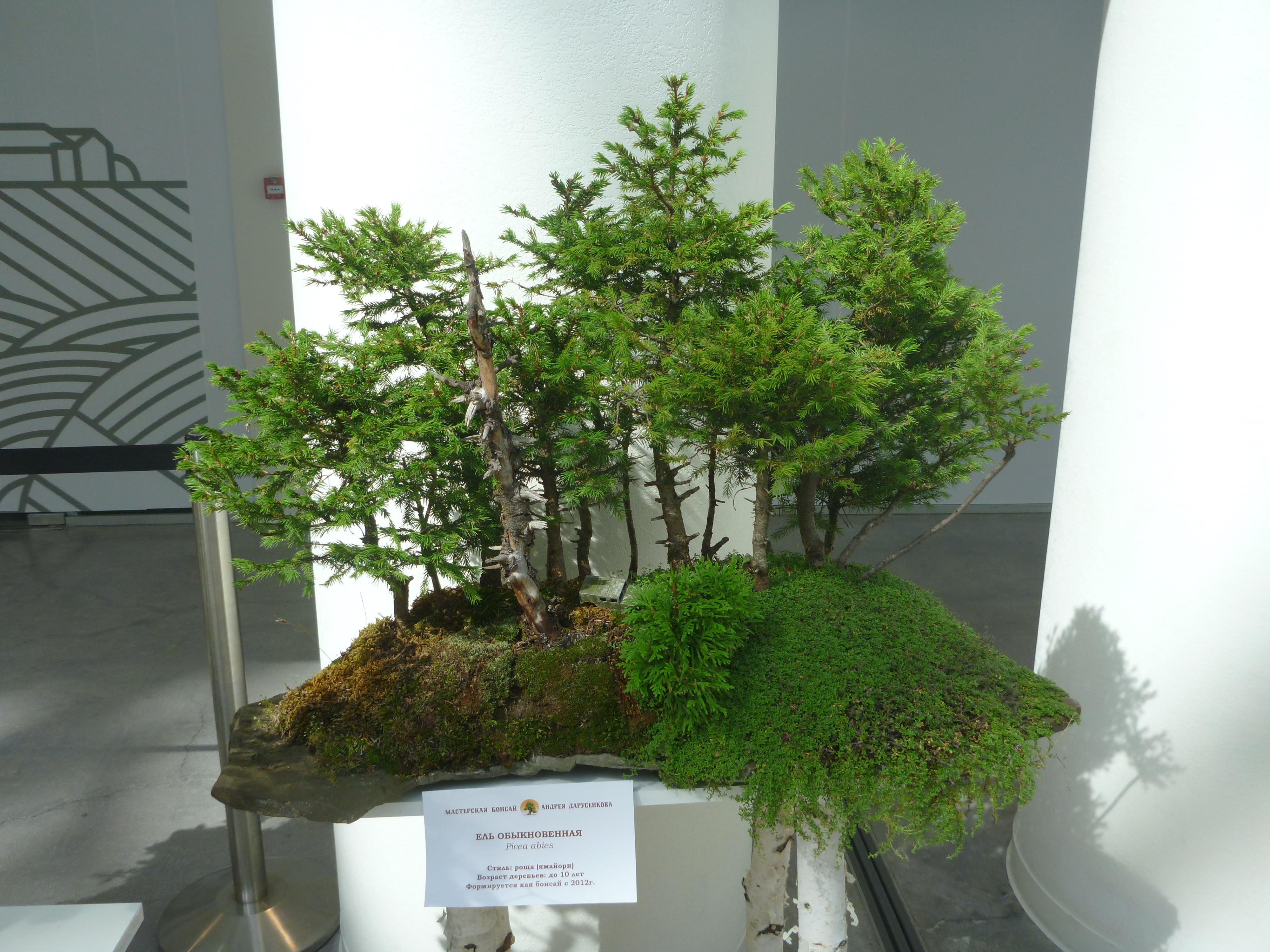
Ель обыкновенная в форме бонсай

Ель обыкновенная активно используется в городском озеленении, а также для создания снегозащитных насаждений вдоль дорог.
Используется растение и как декоративное растение в садоводстве. Выведено множество сортов, отличающихся формой и размером кроны, цветом хвои.
Во многих странах принято на Рождество и Новый год наряжать ели или пихты. В России для этих целей в большинстве случаев используется ель обыкновенная.

### Прочее
Семена основной корм белки, дятла и клеста.
В тверской календарной обрядности сохранились архаичные эпизоды, в которых действует богиня с древними чертами елового дерева.

## Классификация

### Таксономия
Вид Ель обыкновенная входит в род Ель (Picea) семейства Сосновые (Pinaceae) порядка Сосновые (Pinales).
|  |               |  |                          |                          |                    |  | ещё 6 семейств | ещё 6 семейств     |                      |  |  |  | ещё от 27 до 55 видов |
|  |               |  |                          |                          |                    |  | ещё 6 семейств | ещё 6 семейств     |                      |  |  |  | ещё от 27 до 55 видов |
|  |               |  |                          | порядок Сосновые         |                    |  |                |                    | род Ель              |  |  |  |                       |
|  |               |  |                          | порядок Сосновые         |                    |  |                |                    | род Ель              |  |  |  |                       |
|  | отдел Хвойные |  |                          |                          | семейство Сосновые |  |                |                    | вид Ель обыкновенная |  |  |  |                       |
|  | отдел Хвойные |  |                          |                          | семейство Сосновые |  |                |                    |                      |  |  |  |                       |
|  |               |  | ещё три вымерших порядка | ещё три вымерших порядка |                    |  |                | ещё около 10 родов | ещё около 10 родов   |  |  |  |                       |
|  |               |  |                          | ещё три вымерших порядка |                    |  |                |                    | ещё около 10 родов   |  |  |  |                       |

### Синонимы
По данным The Plant List на 2013 год, в синонимику вида входят:
- Abies abies (L.) Druce, nom. inval.
- Abies alpestris Brügger
- Abies carpatica (Loudon) Ravenscr.
- Abies cinerea Borkh.
- Abies clambrasiliana Lavallée
- Abies clanbrassiliana P.Lawson
- Abies coerulescens K.Koch
- Abies communis P.Lawson, nom. illeg.
- Abies conica Lavallée
- Abies cranstonii Lavallée, nom. inval.
- Abies elegans Sm. ex J.Knight
- Abies eremita K.Koch
- Abies erythrocarpa (Purk.) Nyman
- Abies excelsa (Lam.) Poir.
- Abies extrema Th.Fr.
- Abies finedonensis Gordon
- Abies gregoryana H.Low. ex Gordon
- Abies inverta R.Sm. ex Gordon
- Abies lemoniana Booth ex Gordon
- Abies medioxima C.Lawson
- Abies minima Lavallée, nom. inval.
- Abies minuta Poir.
- Abies montana Nyman
- Abies mucronata Rausch ex Carrière, nom. inval.
- Abies parvula Knight
- Abies pectinata Gilib., nom. inval.
- Abies picea Mill.
- Abies pumila Voss, nom. inval.
- Abies subarctica (Schur) Nyman
- Abies viminalis Wahlenb.
- Abies vulgaris Wender., nom. illeg.
- Picea alpestris (Brügger) Stein
- Picea cranstonii Beissn.
- Picea elegantissima Beissn.
- Picea excelsa (Lam.) Link
- Picea finedonensis Beissn.
- Picea gregoryana Beissn.
- Picea integrisquamis (Carrière) Chiov.
- Picea maxwellii Beissn.
- Picea montana Schur
- Picea remontii Beissn.
- Picea rubra A.Dietr.
- Picea subarctica Schur
- Picea velebitica Simonk. ex Kümmerle
- Picea viminalis (Alstr.) Beissn.
- Picea vulgaris Link
- Pinus abies L.
- Pinus carpatica Gordon, nom. inval.
- Pinus cinerea Röhl., nom. inval.
- Pinus clanbrassiliana Lodd., nom. inval.
- Pinus excelsa Lam.
- Pinus picea Du Roi, nom. illeg.
- Pinus pyramidalis Salisb., nom. illeg.
- Pinus sativa Lam.
- Pinus viminalis Alstr.

### Разновидности
Ель сибирская (Picea obovata), растущая на Урале, в Сибири и на Дальнем Востоке и образующая с елью обыкновенной естественный гибрид Picea × fennica (Regel) Komarov, иногда рассматривается не как самостоятельный вид, а как разновидность ели обыкновенной — Picea abies subsp. obovata.
Растения ели обыкновенной, растущие на Балканском полуострове и имеющие более крупные шишки с заострёнными чешуями, обычно рассматриваются как отдельный таксон Picea abies var. acuminata (Beck) Dallim. & A.B.Jacks. Растения с востока Швейцарии, имеющее общие черты с елью сибирской, закруглённые чешуи шишек и более толстые хвоинки, иногда рассматриваются как разновидность Picea abies var. alpestris (Brügger) P.Schmidt.

### Сорта
Сейчас в культуре находятся сотни сортов ели обыкновенной. Большая часть из них не являются объектами промышленного разведения и встречаются только в садах коллекционеров.
Отдельной группой сортов являются формы с нерегулярной формой роста, сюда входят сорта с плакучими ветвями ('Inversa', 'Cobra', 'Virgata', 'Pendula'). Отсутствие лидирующего верхушечного побега приводит к разнонаправленному росту кроны. Часто у этих форм путём подвязки к шесту создаётся искусственный лидер, позволяющий придать дереву нужную высоту. Использование ели обыкновенной с нерегулярной формой роста в ландшафтном дизайне представляет проблемы, так как неорганизованная форма в окружающем её ландшафте выглядит неуместно. Тем не менее такие сорта приковывают внимание, что может быть эффектно использовано в дизайне.